# Huamelultec Indijanci
Huamelultec (Chontales de la Costa).- Ogranak Tequistlatec Indijanaca nastanjen na obalnom području Oaxace u Meksika, u distriktu Tehuantepec (San Pedro Huamelula i Santiago Astata). Godine (1990.) bilo je oko 950 samo-deklariranih Huamelulteca sa svega 200 govornika, od kojih nijedan nije bio monolingualan. Egzistiraju na agrikulturi. 

## Vanjske poveznice
- Huamelula. Música y danzas de los chontales de Oaxaca  Arhivirana inačica izvorne stranice od 5. ožujka 2006. (Wayback Machine)
- Chontales de Oaxaca  Arhivirana inačica izvorne stranice od 22. prosinca 2006. (Wayback Machine)